# Ashland (hrabstwo Aroostook)
Ashland – jednostka osadnicza w Stanach Zjednoczonych, w stanie Maine, w hrabstwie Aroostook.